# Масилела, Цепо
Петер Це́по Масиле́ла (зулу Peter Tsepo Masilela; 5 мая 1985, Уитбанк) — южноафриканский футболист, игравший на позиции защитника. Выступал в сборной ЮАР.

## Карьера
31 августа 2007 года подписал 4-летний контракт с израильским клубом «Маккаби», в составе которого стал чемпионом Израиля в сезоне 2008/09.
С 2006 по 2013 год играл в сборной ЮАР и принял участие в Кубке африканских наций 2006, Кубке африканских наций 2008, Кубке конфедераций 2009 и чемпионате мира 2010.

## Достижения
- Чемпион Израиля: 2008/09
- Обладатель Кубка Тото: 2007/08